# I'm Gonna Be (500 Miles)
"I'm Gonna Be (500 Miles)" és una cançó escrita i interpretada pel duo escocès The Proclaimers, i apareguda primer com el single del seu àlbum de l'any 1988 album Sunshine on Leith. Malgrat que no va arribar a ser número 1 ni al Regne Unit ni a Irlanda, després va esdevenir una cançó molt popular arreu del món i el 1993 va arribar a estar entre les cinc primeres cançons a Amèrica del Nord tant al Billboard Hot 100 com al Canadian Hot 100 seguint a la seva aparició en la pel·lícula Benny & Joon. L'any 2007 els Proclaimers van tornar a enregistrar la cançó amb els actors Peter Kay i Matt Lucas per al Comic Relief charity, arribant al número 1 al Regne Unit.
Aquesta cançó va ser principalment escrita per part de Craig Reid el 1987 mentre esperava fer el viatge a un concert dels Proclaimers a Aberdeen. Reid va dir que la va fer en només 45 minuts.

## Cultura popular
Aquesta cançó sovint es toca en l'escalfament dels partits l'equip de futbol nacional escocès quan es fan al Hampden Park de Glasgow, i de nou quan l'equip fa un gol. El mateix succeeix en l'equip escocès de rugby al Murrayfield Stadium encara que des de 2013 també es fa amb una versió mashup de la cançó mesclada amb el "Titanium" de David Guetta i Midnight Oil de "Beds Are Burning".
A Espanya aquesta cançó es va fer servir en uns anuncis de Retevisión.